# Loužnice
Loužnice (deutsch Louschnitz, auch Louznitz) ist eine Gemeinde in Tschechien. Sie liegt acht Kilometer südöstlich von Jablonec nad Nisou und gehört zum  Okres Jablonec nad Nisou.

## Geographie
Der Ort befindet sich im Isergebirge im Tal des Baches Kopaňský potok. Durch Loužnice führt die Staatsstraße 10 / Europastraße 65 von Turnov nach Harrachov.
Nachbarorte sind Kopaň und Zásada im Norden, Držkov im Nordosten, Radčice und Jílové u Držkova im Südosten, Jirkov und Železný Brod im Süden, Těpeře, Dupanda und Chlístov im Südwesten, Bratřikov im Westen sowie Pěnčín und Huť im Nordwesten.

## Geschichte
Erstmals urkundlich erwähnt wurde das Dorf im Jahre 1624.